# Ремсі Анджела
Ремсі Анджела (6 листопада 1999 , Роттердам, Південна Голландія ) — нідерландський легкоатлет, що спеціалізується на спринті, срібний призер Олімпійських ігор 2020 року.
Відкритий гей.

## Кар'єра
| Рік                    | Змагання                        | Місце проведення       | Місце                  | Дисципліна                    | Результат              | Примітки               |
| Представник Нідерланди | Представник Нідерланди          | Представник Нідерланди | Представник Нідерланди | Представник Нідерланди        | Представник Нідерланди | Представник Нідерланди |
| ---------------------- | ------------------------------- | ---------------------- | ---------------------- | ----------------------------- | ---------------------- | ---------------------- |
| 2017                   | Чемпіонат Європи серед юніорів  | Гроссето, Італія       | —                      | біг на 400 метрів з бар'єрами | DNF                    |                        |
| 2018                   | Чемпіонат світу серед юніорів   | Тампере, Фінляндія     | 18 (пф.)               | біг на 400 метрів з бар'єрами | 51.99                  |                        |
| 2018                   | Чемпіонат Європи                | Берлін, Німеччина      | 4 (з.)                 | естафета 4×400 метрів         | 3:04.93                |                        |
| 2019                   | Чемпіонат Європи серед молоді   | Євле, Швеція           | 7                      | біг на 400 метрів з бар'єрами | 50.51                  |                        |
| 2019                   | Світові легкоатлетичні естафети | Йокогама, Японія       | 3 (з.)                 | естафета 4×400 метрів         | 3:04.30                |                        |
| 2021                   | Чемпіонат Європи в приміщенні   | Торунь, Польща         | 1                      | естафета 4×400 метрів         | 3:06.06                |                        |
| 2021                   | Світові легкоатлетичні естафети | Хожув, Польща          | 1                      | естафета 4×400 метрів         | 3:03.45                |                        |
| 2021                   | Чемпіонат Європи серед молоді   | Таллінн, Естонія       | 3                      | біг на 400 метрів з бар'єрами | 49.07                  |                        |
| 2021                   | Чемпіонат Європи серед молоді   | Таллінн, Естонія       | —                      | естафета 4×400 метрів         | DSQ                    |                        |
| 2021                   | Олімпійські ігри                | Токіо, Японія          | 2                      | естафета 4×400 метрів         | 2:57.18                |                        |
| 2021                   | Олімпійські ігри                | Токіо, Японія          | 4                      | естафета 4×400 метрів, мікст  | 3:10.36                |                        |